# Бенедикт, Отто
Отто Бенедикт (венг. Benedikt Ottó; 18 мая 1897 года, Будапешт — 25 ноября 1975 года, Будапешт) — венгерский партийный и общественный деятель, инженер — электрик, профессор, доктор технических наук, действительный член Венгерской академии наук. Почётный доктор МЭИ (1972).

## Биография
Отто Бенедикт родился 18 мая 1897 года в г. Будапеште, Венгрия. После окончания школы, с 18 лет воевал на фронтах Первой мировой войны. Принимал участи в коммунистическом и рабочем движении в Венгрии, приведшем в 1918 году к буржуазно-демократической революции — (Революции астр). В декабре 1918 года вступил в Коммунистическую партию Венгрии. После провозглашения в 1919 году Венгерской советской республики работал вместе с членом ЦК партии Бела Куном. После гибели Советской республики и румынской оккупации был заключен в тюрьму и интернирован. Оказавшись в 1920 году в Австрии, принимал там участие в организации рабочего движения, отвечал за поддержание связей между австрийской и венгерской коммунистическими партиями. Учился в Венском техническом университете.
В 1922 году Отто Бенедикт получил австрийское гражданство и вступил в Австрийскую коммунистическую партию (был её членом до 1955 года). С 1927 года был членом Центрального комитета партии, через три года работал в Политическом бюро партии, был редактором партийной газеты Die Rote Fahne. В 1928 году был делегатом VI съезда Коммунистической партии Австрии. В 1930-е годы Отто Бенедикт за участие в рабочем движении неоднократно подвергался арестам, два месяца просидел в австрийской тюрьме по обвинению в государственной измене.
Одновременно с партийной деятельностью, работал в Техническом университете Вены, в 1930 году получил степень доктора наук в области электротехники. В 1932 году эмигрировал в Советский Союз. Жил в Москве, до 1939 года работал научным консультантом на Московском заводе электрических машин имени М. Кирова (ныне завод Динамо). В 1938 году, после включения Австрии в состав Германии был лишен австрийского гражданства, но получил при этом советское гражданство. С 1939 года работал в Московском энергетическом институте (МЭИ) на должности профессора. Работал в МЭИ до 1955 года. В 1972 году был удостоен звания Почётного доктора наук МЭИ.
В 1955 году вернулся домой в Венгрию. На родине устроился работать в Будапештский политехнический университет, организовал в нём кафедру электрических машин, был её руководителем. На кафедре занимался разработками специальных электрических машин, электроприводами. В 1956 году избран членом-корреспондентом Венгерской академии наук, с 1958 года — действительный член академии. Ныне в здании Венгерской академии наук установлен его бюст.
С 1961 года — профессор кафедры электротехники политехнического университета, вёл научную работу. С 1966 года занимался преподавательской деятельностью, был ректором университета.
Одновременно О. Бенедикт в 1960 году организовал и возглавил Исследовательскую лабораторию по автоматизации Венгерской академии наук (ВАН), с 1964 по 1970 год был директором Института автоматизированных исследований Венгерской академии наук, после 1971 года стал научным консультантом института.
Отто Бенедикт скончался 25 ноября 1975 года в Будапеште, похоронен на кладбище Керепеши 1 декабря 1975 года.

## Семья
О. Бенедикт был дважды женат. Первой женой с 1920 года была Эржебет Ормос, скончавшаяся после отъезда Отто их Советского Союза. Вторая жена Lőwy Alice (1911—1993) — врач-педиатр, доктором медицинских наук. В их браке родились сын и дочь. Сын погиб в годы Второй мировой войны. Дочь, Бенедикт Светлана (р. 1936), пошла по стопам отца — инженер-электрик, доктор технических наук.

## Награды
- Премия имени Кошута (1958)
- Академическая золотая медаль Венгерской Академии наук (1968)

## Труды
- Die neue elektrische Maschine «Autodyne». Budapest: Akadémiai. 1957.
- Nagytelítésű bonyolult mágneses körök új számítási módszere. Budapest: Akadémiai. 1958.
- Németül: Die nomographische Methode der Berechnung komplizierter und stark gesättigter magnetischer Kreise elektrischer-Maschinen. Budapest: Akadémiai. 1960.
- Különleges villamosgépek I—II. Budapest: Budapesti Műszaki Egyetem. 1959.
- The autodyne: A new electrical machine. New York: Pergamon Press. 1960.
- Beiträge zur Weiterentwicklung der Theorie der Gleichstrommaschine I—II. Budapest: Akadémiai. 1975.
- Befejezetlen emlékiratok. Budapest: Benedikt Szvetlána. 2007.